# Gloria Davy

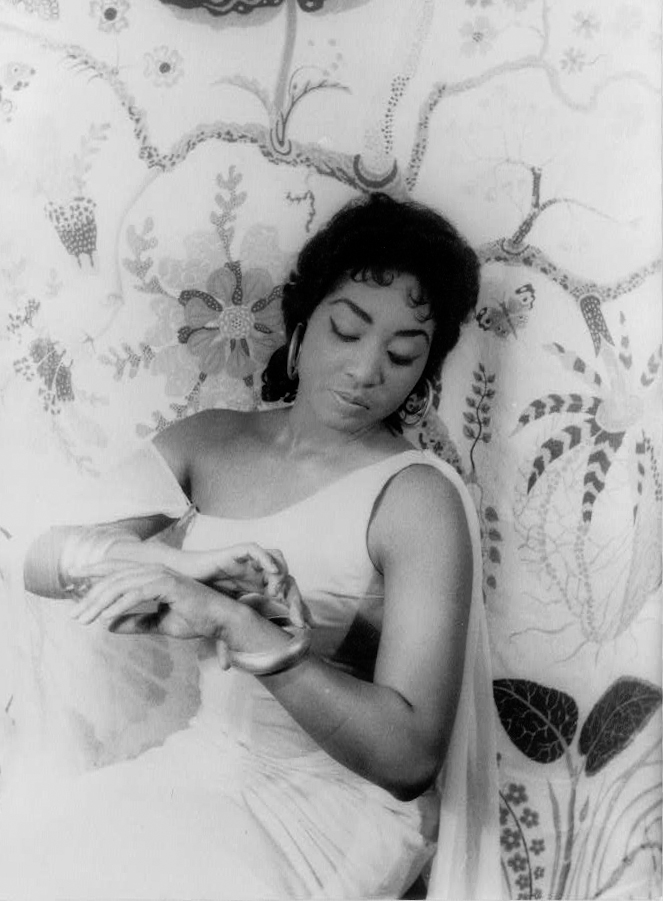
Gloria Davy 1958

Gloria Davy (* 29. März 1931 in Brooklyn, New York; † 28. November 2012 in Genf, Schweiz) war eine US-amerikanische Opernsängerin (Sopran).

## Leben
Die Sopranistin begann nach einem Studium an der Juilliard School of Music ihre Karriere 1954 mit dem Musical Porgy and Bess, mit dem sie auch auf weltweite Tournee ging. Nach ihrem Ausstieg, der erfolgte, um sich nicht künstlerisch festzulegen, sang sie als Mitglied einer italienischen Opernkompagnie die Hauptrolle in der Aida-Aufführung an der Oper Nizza.
Im Februar 1958 war sie die erste schwarze Künstlerin, die in der New Yorker Metropolitan Opera die Titelrolle in der Aida sang. Während eines dreijährigen Engagements war sie dort sodann in den Opern Pagliacci, Die Zauberflöte und Il trovatore zu sehen. Hier sang sie die Rollen Nedda, Pamina und Leonora.
Es folgten parallel zu ihrem Engagement Operngastspiele an der Wiener Staatsoper im Jahre 1959 (als Aida unter Herbert von Karajan) und ein Jahr später in der Covent Garden Opera (ebenfalls als Aida). Von 1957 bis 1961 lag ein Schwerpunkt ihrer musikalischen Darbietungen in Italien, als sie an der Mailänder Scala, in Bologna, Neapel, Palermo und Parma auftrat. An der Mailänder Scala sang sie die Titelrolle in Madama Butterfly, die Nedda, Donna  Anna und Donna  Elvira in Mozarts Don Giovanni und die Jenny in Kurt Weills  Oper Aufstieg und Fall der Stadt Mahagonny.  Zwischen 1961 und 1962 sang sie die Pamina in der Zauberflöte auch am Théâtre Royal de la Monnaie in Brüssel.
Auch in Deutschland war sie in den 1960er Jahren zu sehen. Bei den Berliner Festwochen 1961 war sie Mittelpunkt der Aida-Inszenierung Wieland Wagners. In der Stadt blieb sie dann auch in den folgenden beiden Jahren, in denen sie an der Deutschen Oper engagiert war. Gastspiele gab sie auch an der Hamburgischen Staatsoper.
Eine Langspielplatte mit ihr in der Rolle der Bess wurde 1968 mit William Pearson als Porgy eingespielt. Am 21. Juni 1969 trat Davy, die mit ihrem deutschen Mann Hermann Penningsfeld Mitte der 1960er Jahre in Genf lebte, zudem als Gast in der ARD-Samstagabendshow Einer wird gewinnen auf.
Aus der später geschiedenen Ehe stammt der gemeinsame Sohn Jean-Marc Penningsfeld.